# Jesse Randall
Jesse Randall (Wellington, 19 de agosto de 2002) es un futbolista neozelandés que juega en la demarcación de delantero para el Auckland Football Club de la A-League.

## Selección nacional
Tras jugar en las categorías inferiores de la selección, finalmente hizo su debut con la selección de fútbol de Nueva Zelanda el 18 de junio de 2024 en un encuentro de la Copa de las Naciones de la OFC 2024 contra Islas Salomón que finalizó con un resultado de 3-0 a favor del combinado neozelandés tras el gol de Kosta Barbarouses y un doblete de Ben Waine.

## Clubes
| Club                           | País          | Año       | Partidos | Goles |
| ------------------------------ | ------------- | --------- | -------- | ----- |
| Island Bay United              | Nueva Zelanda | 2018      | 16       | 15    |
| Tasman United (cedido)         | Nueva Zelanda | 2019-2020 | 14       | 3     |
| Hawke's Bay United FC (cedido) | Nueva Zelanda | 2020-2021 | 6        | 4     |
| North Wellington AFC           | Nueva Zelanda | 2021      | 44       | 41    |
| Wellington Olympic AFC         | Nueva Zelanda | 2022      | 22       | 17    |
| Charleston Battery             | Nueva Zelanda | 2023      | 7        | 0     |
| Wellington Olympic AFC         | Nueva Zelanda | 2024      | 10       | 8     |
| Auckland FC                    | Australia     | 2024-     | 5        | 0     |